# Wegweiser (Quellendorf, Köthener Straße)

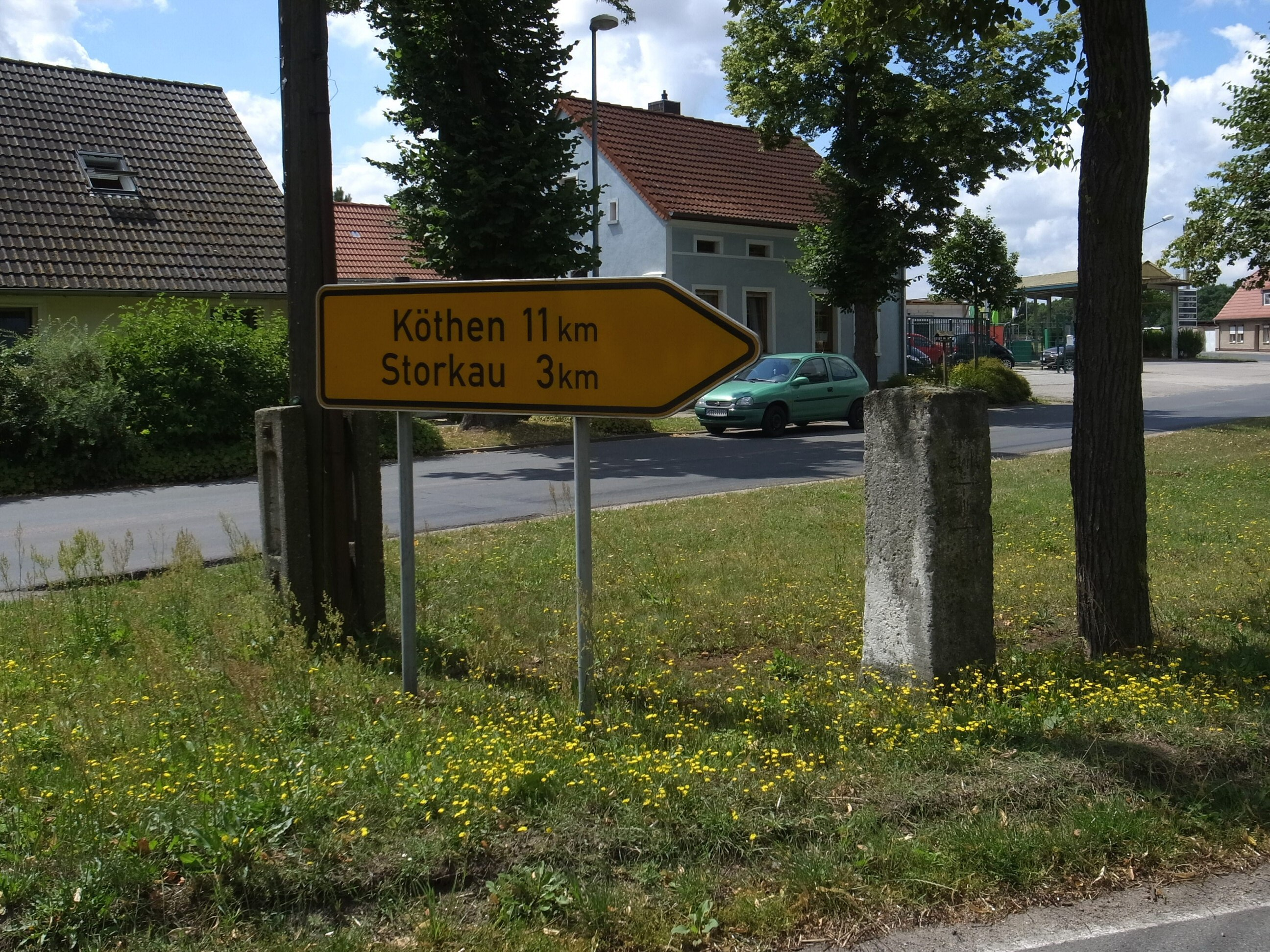
Wegweiser in der Köthener Straße in Quellendorf

Der Wegweiser in der Köthener Straße in Quellendorf ist ein Kleindenkmal in der Stadt Südliches Anhalt im Landkreis Anhalt-Bitterfeld in Sachsen-Anhalt.
Im Umfeld von Quellendorf haben sich mehrere Wegweisersteine erhalten. Einer dieser Steine steht im Südwesten der Ortslage an einer Gabelung der „Köthener Straße“ (Landesstraße 136) direkt neben einem aktuellen Wegweiserschild, das gen Westen nach Storkau und Köthen weist. An der Nordseite wird auf dem Stein jeweils mit Pfeilen nach rechts die Richtung nach Storkau und Cöthen angezeigt. Die alte Schreibweise von Köthen deutet darauf hin, dass der Wegweiser aus dem 19. Jahrhundert stammt. Er ist somit ein Vorgänger des heutigen Schildes. Es handelt sich hierbei aber um keinen klassischen Distanzstein, da eine Entfernungsangabe fehlt.
Die Kunststraße entstand vor dem Jahr 1833 und wurde von Köthen aus über Storkau nach Quellendorf erbaut. Während der nordwestlich von diesem stehende Wegweiserstein an der Siedlung eine abzweigende Straße nach Naundorf markiert, befindet sich der Wegweiserstein im Südwesten von Quellendorf an der Abzweigung der Straße nach Fraßdorf. Da diese Straßen ihre Meilensteine erst nach 1850 erhielten, und die Straße von Köthen nach Quellendorf erst damit zu einer Abzweigung von der Straße Dessau-Quellendorf wurde, dürfte der Wegweiser auch erst in dieser Zeit aufgestellt worden sein, denn beide ähneln dem Wegweiser bei Kochstedt. Südlich vom Ort hat sich an der hier abzweigenden Kreisstraße 2077 ein anhaltischer II-Meilen-Stein erhalten.